# 樂融軒

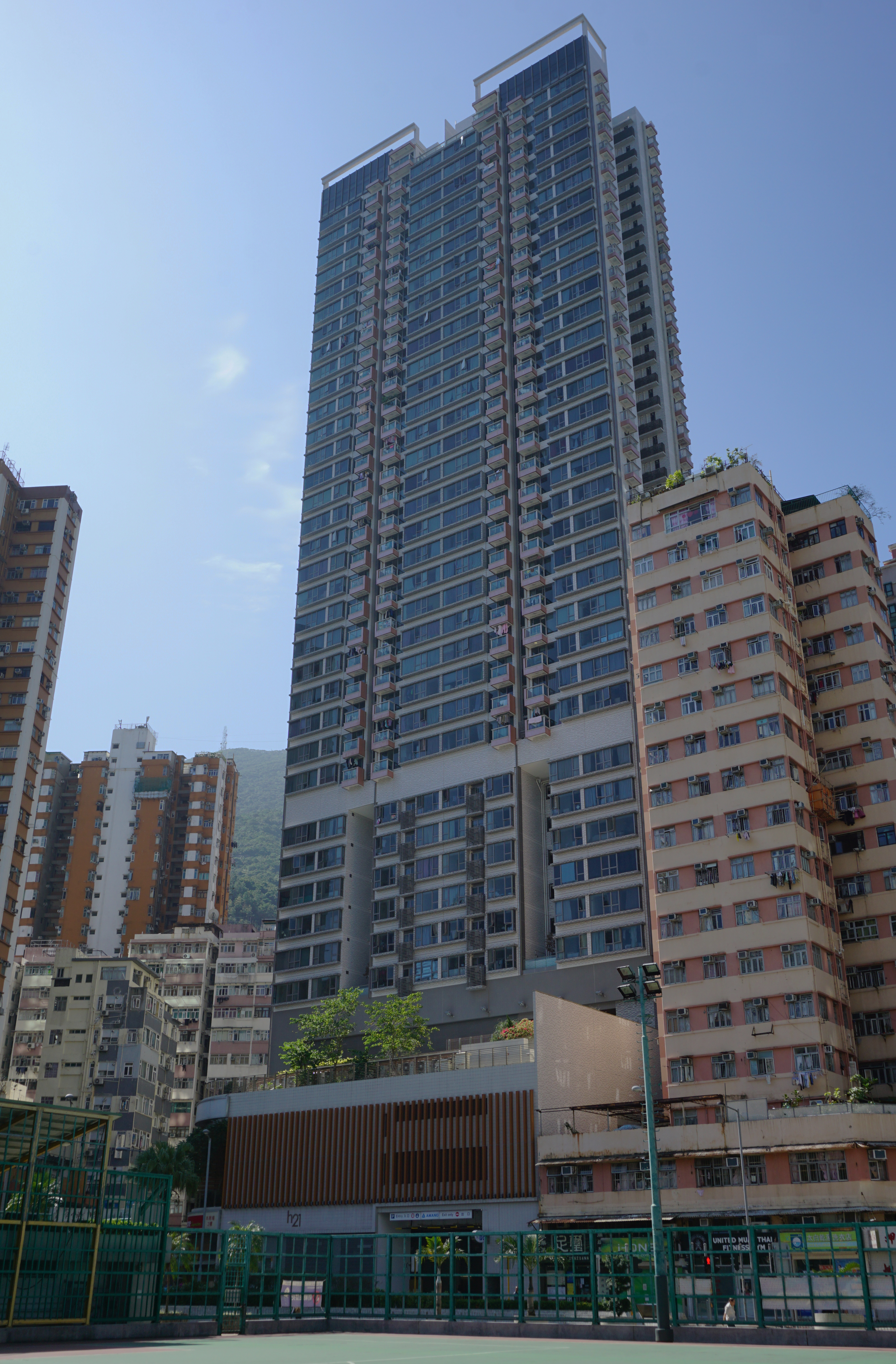
樂融軒

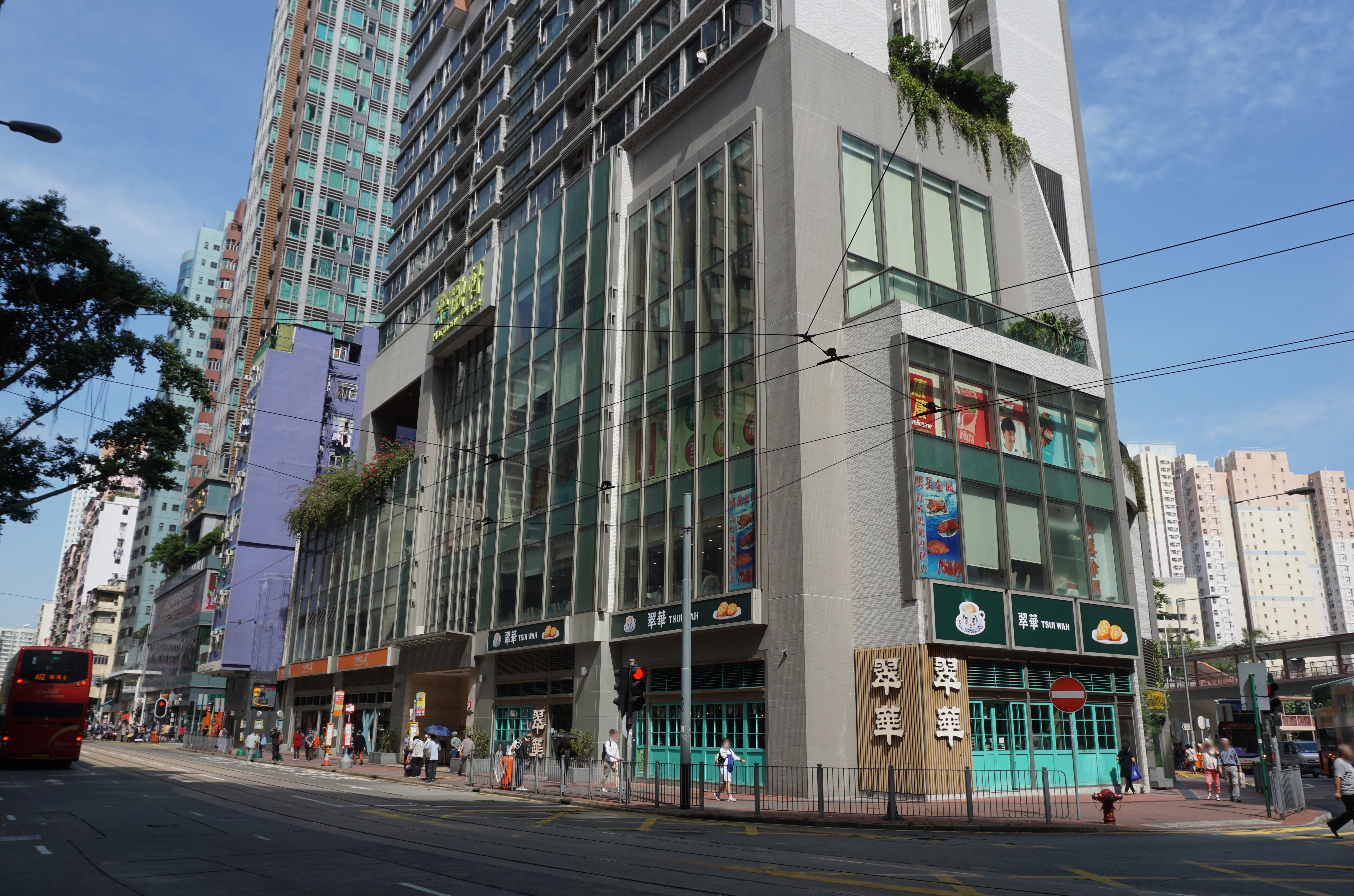
商場西面

樂融軒（英語：Harmony Place）位處香港筲箕灣筲箕灣道333號、南安里與安南街交界，毗鄰愛秩序灣遊樂場，是香港房屋協會首個私人住宅與長者屋混合的發展項目，建築師為呂元祥建築師事務所，總承建商為保華建築，於2014年12月落成。物業屬單幢式設計，樓高42層（不設4、13、14、24及34樓），其中6至11樓為長者租住房屋，1梯10伙；12至42樓為出售單位，1梯8伙。
此項目共提供214個出售單位及60個出租長者單位。地庫兩層設有停車場，住客會所設於3樓和5樓，設施包括健身室、游泳池及平台花園。
項目於2013年11月開售，平均呎價約港幣13,838元，雖然貼近市價，甚至已經比鄰近新盤便宜，然而很多區外市民並不清楚，而且房協早期興建過不少資助房屋，因此市民一般認為項目售價偏高。由於樓價急升，房協發展的其他私樓項目其實早已存在過千萬的二手成交（如「荷李活華庭」），可是傳媒仍以其大單位售價過千萬作標題報導。

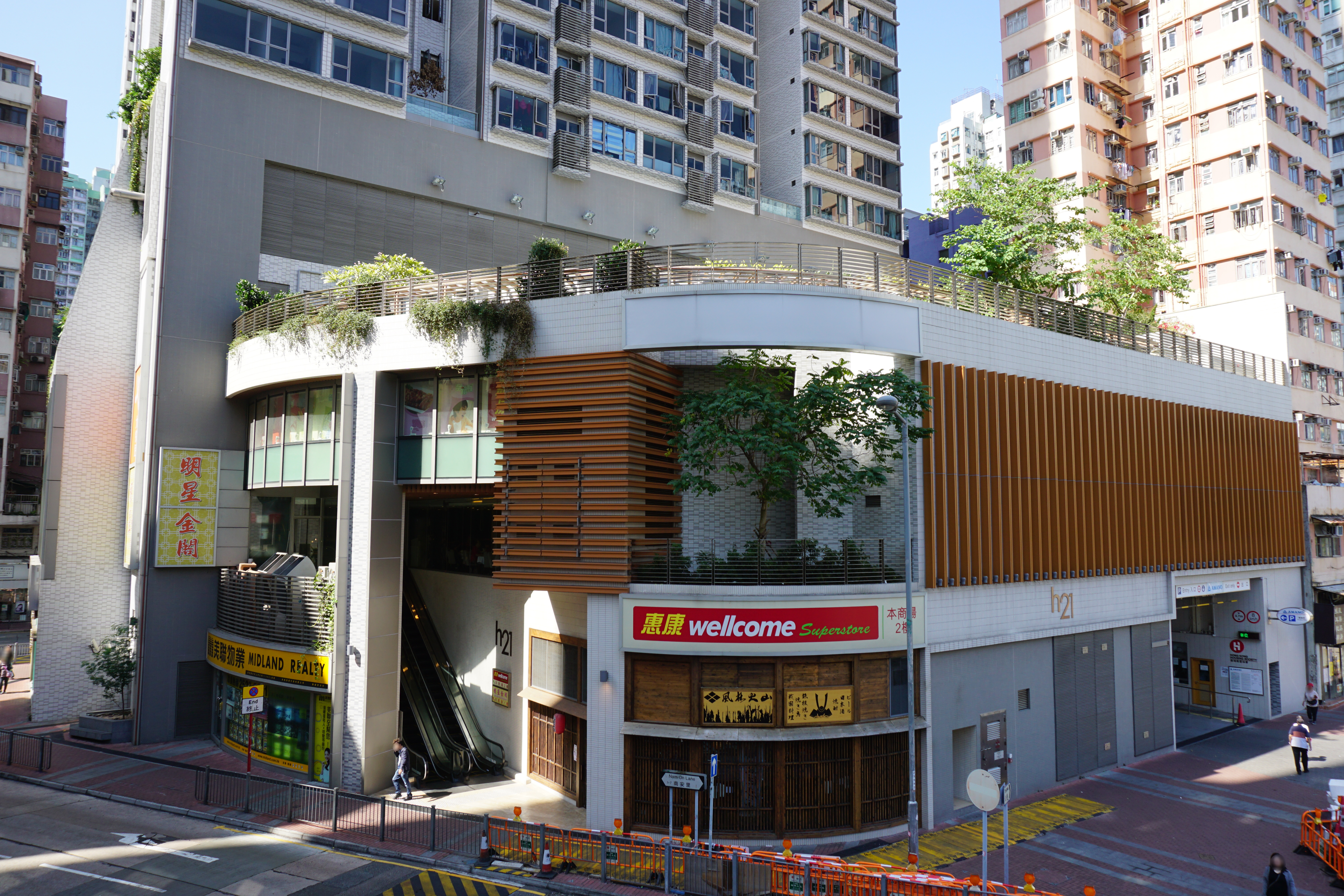
商場東面
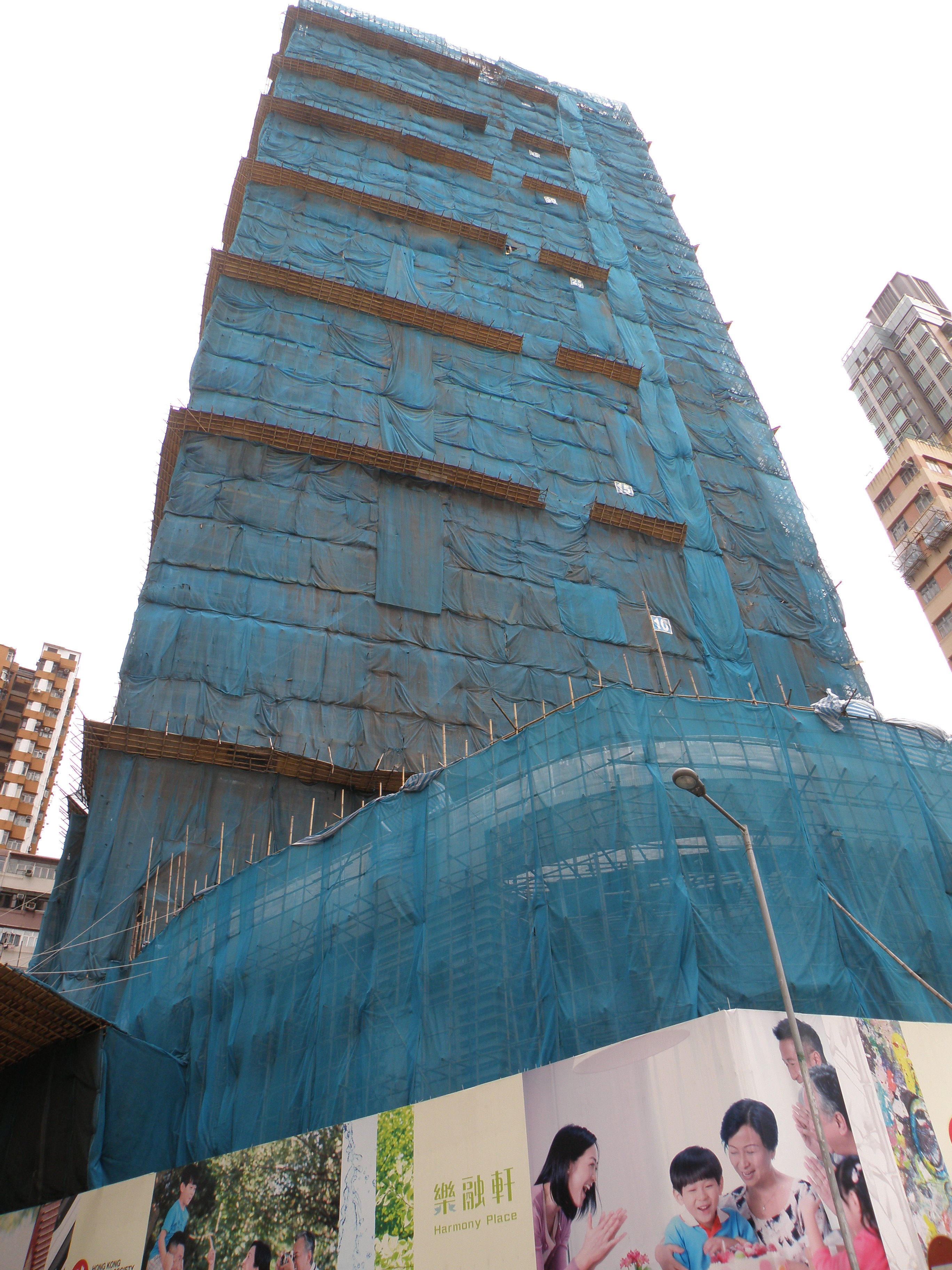
建築中（2014年5月）
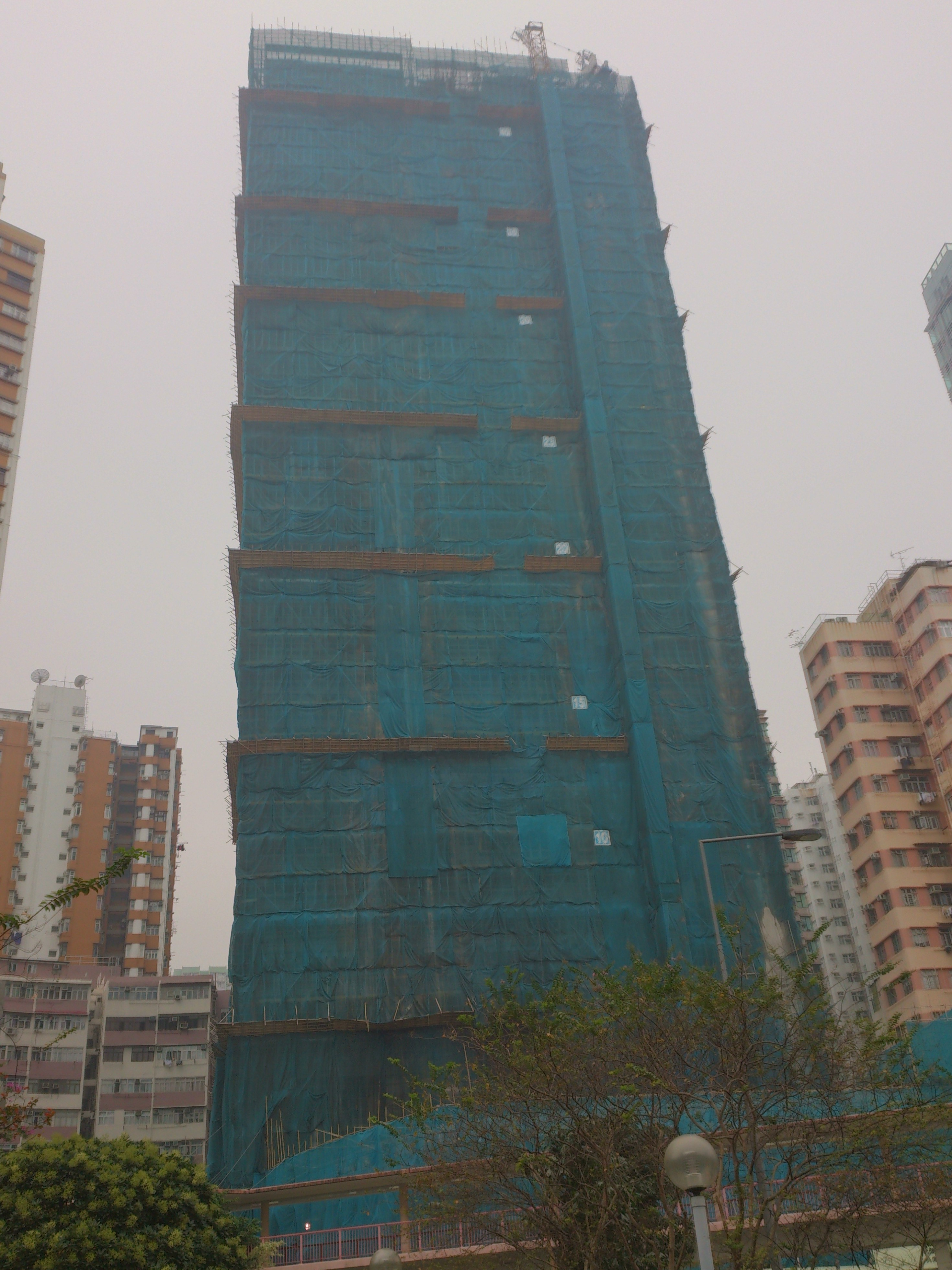
建築中（2013年12月）

## 外部連結
- 官方网站
- 建築項目網站 （页面存档备份，存于）